# 히가시미쿠니역
히가시미쿠니역(일본어: 東三国駅, ひがしみくにえき 히가시미쿠니에키[*])는 일본 오사카부 오사카시 요도가와구에 있는 오사카 시 교통국의 역이다. 역 번호는 M12이다.이 역부터 아비코역까지 오사카메트로 구간이다

## 역 구조
섬식 승강장 1면 2선 고가역. 2층에 개찰구와 콩코스, 3층에 승강장이 있다.

### 승강장
| 1 | 미도스지 선 (하행) | 우메다·난바·덴노지·나카모즈 방면 |
| 2 | 미도스지 선 (상행) | 에사카·미노오카야노 방면         |

## 역 주변
- 국도 제423호선
- 히가시요도가와역
- 간사이 전력

## 역사
- 1970년 2월 24일: 미도스지 선 신오사카 ~ 에사카 간 개통으로 영업개시.

## 인접역
| ■ 오사카 메트로 미도스지선 | ■ 오사카 메트로 미도스지선 | ■ 오사카 메트로 미도스지선 |
| -------------------------- | -------------------------- | -------------------------- |
| M11 에사카 에사카 방면     |                            | 신오사카 M13 나카모즈 방면 |